# Ardisia alba
Ardisia alba är en viveväxtart som beskrevs av Cyrus Longworth Lundell. Ardisia alba ingår i släktet Ardisia och familjen viveväxter. Inga underarter finns listade i Catalogue of Life.